# 芒果树
芒果树（學名：Mangifera indica）也作檬果樹、杧果樹，是芒果属的一种植物，果实為芒果，原产南亚东北部和中南半岛，在梵語中叫作āmra，音譯為“菴羅”，性喜高温、干燥的天气，营养生长期（根、茎、叶）最适合温度为24－30℃，气温降到18℃以下时生长缓慢，10℃以下停止生长，生殖生长期（花、果）需较高温度，以排水良好且含腐植质的砂质土壤最适宜，pH值5.5－7.5为佳。后引种改良，已遍及世界多國，其中十大芒果产地，以产量排名如下：印度、墨西哥、巴基斯坦、泰国、中国大陸、印尼、菲律宾、海地、刚果、台湾。

## 形态特征
常绿大乔木，野生或粗放式植栽植株通常高达15至18米，树龄长，精緻化栽種經過嫁接修剪，樹高保持在兩公尺至三公尺間，以利人站立地上就可以完全採收與修剪整枝；树皮鳞片状脱落；叶聚生枝顶，革质，长圆形，长披针形，圆锥花序生枝顶，每一花序有数百以至数千朵以上小花，淡黄色，分两性与雌性两种花，麗蠅是其最重要的授粉昆蟲，花谢后结核果。果实大，歪卵形，微压扁，长可达20厘米。成熟果黄色，果肉嫩，香甜。
- 芒果花
- 果實套上紙袋的芒果樹（農民黨一號芒果），以減低蟲害。
- 栽培品种“苹果芒”及其縱切面：完整芒果及被切開一半的芒果，後者可看見其種子，約佔全果的3分1面積